# Listă de conducători ai Uruguayului
Uruguay este o republică prezidențială în care președintele (în spaniolă Presidente) este atât șeful statului, cât și șeful guvernului. Următoarea listă este o listă a tuturor persoanelor care au deținut funcția de președinte al Uruguayului din 6 noiembrie 1830 (când a fost adoptată prima constituție), cu excepția celor care au deținut funcția de "președinte" în cadrul Consiliului Național al Guvernului, care a servit ca director executiv al țării între anii 1955 și 1967. Primul președinte al acestei liste este Fructuoso Rivera, care a deținut funcția de două ori și o dată ca parte a Triumviratului care a condus Uruguayul între 1853 și 1854.
Majoritatea președinților Uruguayului au aparținut Partidului Colorado, un partid tradițional conservator fondat de Rivera în 1836. Primele alegeri democratice libere pentru președinte au avut loc în 1920. Actualul președinte este Tabaré Vázquez de la Frontul larg, ales pentru un al doilea mandat în alegerile prezidențiale din 2014.

## Guvernatori ai Uruguayului ca provincie

### Provincia Oriental
Provincie ca parte a Provinciilor Unite ale Rio de la Plata.
| Nr. | Portret | Nume (Naștere–Deces)                | Mandat            | Mandat            | Note |
| --- | ------- | ----------------------------------- | ----------------- | ----------------- | --- |
| –   |         | Nicolás Rodríguez Peña (1775–1853)  | 9 iulie 1814      | 25 august 1814    | Governator. Numit de Gervasio Antonio de Posadas, directorul suprem al Provinciilor Unite ale Rio de la Plata. |
| –   |         | Miguel Estanislao Soler (1783–1849) | 25 august 1814    | 25 februarie 1815 | Guvernator |
| –   |         | Fernando Otorgués (1774–1831)       | 26 februarie 1815 | iulie 1815        | Guvernator. Numit de José Gervasio Artigas.                                                                    |
| –   |         | Miguel Barreiro (1789–1848)         | iulie 1815        | 20 ianuarie 1817  | Guvernator. Numit de José Gervasio Artigas.                                                                    |

### Provincia Cisplatină (1817–1828)
După Cucerirea portugheză a Bandei Orientale Provincia Oriental a devenit o provincie a Regatului Unit al Portugaliei, Braziliei și Algarvelor și provincie a Imperiului Braziliei după 1822.
| Nr. | Portret | Nume (Naștere–Deces)                                       | Mandat           | Mandat           | Note       |
| --- | ------- | ---------------------------------------------------------- | ---------------- | ---------------- | ---------- |
| –   |         | Carlos Frederico Lecor (1764–1836)                         | 20 ianuarie 1817 | 3 februarie 1826 | Guvernator |
| –   |         | Francisco de Paula Magessi Tavares de Carvalho (1769–1847) | 3 februarie 1826 | 27 august 1828   | Guvernator |

### Provincia Oriental (1825–1828)
În Congresul Floridei, Provincia Oriental și-a declarat independența față de Imperiul Braziliei și s-a reunit cu Provinciile Unite ale Rio de la Plata.
| Nr. | Portret | Nume (Naștere–Deces)               | Mandat             | Mandat            | Note                                         |
| --- | ------- | ---------------------------------- | ------------------ | ----------------- | -------------------------------------------- |
| –   |         | Juan Antonio Lavalleja (1784–1853) | 19 septembrie 1825 | 5 iulie 1826      | Guvernator. Numit de Congresul Floridei.     |
| –   |         | Joaquín Suárez (1781–1868)         | 5 iulie 1826       | 12 octombrie 1827 | Guvernator                                   |
| –   |         | Luis Eduardo Pérez (1774–1841)     | 12 octombrie 1827  | 27 august 1828    | Guvernator. Numit de Juan Antonio Lavalleja. |

## Șefii de stat ai Uruguayului ca țară independentă

### Guvernul și Căpitănia Provizorie Generală a Statului Oriental al Uruguayului 1828–1830)
După Convenția preliminară de pace, Provincia Oriental a obținut independență efectivă față de Imperiul Braziliei și Provinciile Unite ale Rio de la Plata.
| Nr. | Portret | Nume (Naștere–Deces)               | Mandat            | Mandat            | Note                                                                    |
| --- | ------- | ---------------------------------- | ----------------- | ----------------- | ----------------------------------------------------------------------- |
| –   |         | Luis Eduardo Pérez (1774–1841)     | 27 august 1828    | 1 decembrie 1828  | Guvernator și căpitan general. Numit de Juan Antonio Lavalleja.         |
| –   |         | Joaquín Suárez (1781–1868)         | 1 decembrie 1828  | 22 decembrie 1828 | Guvernator și căpitan general. Numit de Adunarea Generală Constituantă. |
| –   |         | José Rondeau (1775–1844)           | 22 decembrie 1828 | 17 aprilie 1830   | Guvernator și căpitan general. Numit de Adunarea Generală Constituantă. |
| –   |         | Juan Antonio Lavalleja (1784–1853) | 17 aprilie 1830   | 28 iunie 1830     | Guvernator și căpitan general. Numit de Adunarea Generală Constituantă. |

### Statul Oriental al Uruguayului (1830–1919)
Constituția din 1830 intră în vigoare.
| Nr | Portret           | Nume (Naștere–Deces)                  | Mandat             | Mandat                                                                    | Partid        | Partid       | Ales | Note |
| -- | ----------------- | ------------------------------------- | ------------------ | ------------------------------------------------------------------------- | ------------- | ------------ | ---- | --- |
| –  |                   | Juan Antonio Lavalleja (1784–1853)    | 28 iunie 1830      | 24 octombrie 1830                                                         |               | —            | —    | Guvernator și căpitan general. Numit de Adunarea Generală Constituantă.                                                       |
| –  |                   | Luis Eduardo Pérez (1774–1841)        | 24 octombrie 1830  | 6 noiembrie 1830                                                          |               | —            | —    | Președintele Senatului exercitând puterea executivă.                                                                          |
| 1  |                   | Fructuoso Rivera (1784–1854)          | 6 noiembrie 1830   | 24 octombrie 1834                                                         |               | Colorado     | 1830 | A demisionat. |
| –  |                   | Carlos Anaya (1777–1862)              | 24 octombrie 1834  | 1 martie 1835                                                             |               | Colorado     | —    | Președintele Senatului exercitând puterea executivă.                                                                          |
| 2  |                   | Manuel Oribe (1792–1857)              | 1 martie 1835      | 24 octombrie 1838                                                         |               | Național     | 1835 | A demisionat. |
| –  |                   | Gabriel Antonio Pereira (1794–1861)   | 24 octombrie 1838  | 1 martie 1839                                                             |               | Colorado     | —    | Președintele Senatului exercitând puterea executivă.                                                                          |
| 3  |                   | Fructuoso Rivera (1784–1854)          | 1 martie 1839      | 1 martie 1843                                                             |               | Colorado     | 1839 | |
| –  |                   | Manuel Oribe (1792–1857)              | 16 februarie 1843  | 8 octombrie 1851                                                          |               | Național     | —    | S-a auto proclamat președinte al Guvernului Cerrito, în timpul Războiului Civil Uruguayan.                                    |
| –  |                   | Joaquín Suárez (1781–1868)            | 1 martie 1843      | 15 februarie 1852                                                         |               | Colorado     | —    | Președintele Senatului exercitând puterea executivă. Președinte al Guvernului Apărării, în timpul Războiului Civil Uruguayan. |
| –  |                   | Bernardo Prudencio Berro (1803–1868)  | 15 februarie 1852  | 1 martie 1852                                                             |               | Național     | —    | Președintele Senatului exercitând puterea executivă.                                                                          |
| 4  |                   | Juan Francisco Giró (1791–1863)       | 1 martie 1852      | 25 septembrie 1853                                                        |               | Național     | 1852 | Înlăturat în urma unei lovituri de stat.                                                                                      |
| –  |                   | Venancio Flores (1808–1868)           | 25 septembrie 1853 | 12 martie 1854                                                            |               | Colorado     | —    | Triumvirat. Fructuoso Rivera și Juan Antonio Lavalleja au decedat în timpul mandatului.                                       |
| –  |                   | Fructuoso Rivera (1784–1854)          | 25 septembrie 1853 | 13 ianuarie 1854                                                          |               | Colorado     | —    | Triumvirat. Fructuoso Rivera și Juan Antonio Lavalleja au decedat în timpul mandatului.                                       |
| –  |                   | Juan Antonio Lavalleja (1784–1853)    | 25 septembrie 1853 | 22 octombrie 1853                                                         |               | —            | —    | Triumvirat. Fructuoso Rivera și Juan Antonio Lavalleja au decedat în timpul mandatului.                                       |
| 5  |                   | Venancio Flores (1808–1868)           | 12 martie 1854     | 10 septembrie 1855                                                        |               | Colorado     | 1854 | A demisionat. |
| –  |                   | Luis Lamas (1898–1904)                | 29 august 1855     | 10 septembrie 1855                                                        |               | Conservative | —    | S-a auto proclamat președinte după Rebeliunea conservatorilor.                                                                |
| –  |                   | Manuel Basilio Bustamante (1785–1863) | 10 septembrie 1855 | 15 februarie 1856                                                         |               | Colorado     | —    | Președintele Senatului exercitând puterea executivă.                                                                          |
| –  |                   | José María Plá (1794–1869)            | 15 februarie 1856  | 1 martie 1856                                                             |               | Colorado     | —    | Președintele Senatului exercitând puterea executivă.                                                                          |
| 6  |                   | Gabriel Antonio Pereira (1794–1861)   | 1 martie 1856      | 1 martie 1860                                                             |               | Colorado     | 1856 | |
| 7  |                   | Bernardo Prudencio Berro (1803–1868)  | 1 martie 1860      | 1 martie 1864                                                             |               | Național     | 1860 | |
| –  |                   | Atanasio Cruz Aguirre (1801–1875)     | 1 martie 1864      | 15 februarie 1865                                                         |               | Național     | —    | Președintele Senatului exercitând puterea executivă. A demisionat după invazia braziliană.                                    |
| –  |                   | Tomás Villalba (1805–1886)            | 15 februarie 1865  | 20 februarie 1865                                                         |               | Național     | —    | Președintele Senatului exercitând puterea executivă. A demisionat după invazia braziliană.                                    |
| –  |                   | Venancio Flores (1808–1868)           | 20 februarie 1865  | 15 februarie 1868                                                         |               | Colorado     | —    | Președinte de facto după invazia braziliană. Și-a asumat puterea ca Guvernator General pentru 3 ani.                          |
| –  |                   | Pedro Varela (1837–1906)              | 15 februarie 1868  | 1 martie 1868                                                             |               | Colorado     | —    | Președintele Senatului exercitând puterea executivă.                                                                          |
| 8  |                   | Lorenzo Batlle (1810–1887)            | 1 martie 1868      | 1 martie 1872                                                             |               | Colorado     | 1868 | |
| –  |                   | Tomás Gomensoro Albín (1810–1900)     | 1 martie 1872      | 1 martie 1873                                                             |               | Colorado     | —    | Președintele Senatului exercitând puterea executivă.                                                                          |
| 9  |                   | José Eugenio Ellauri (1834–1894)      | 1 martie 1873      | 22 ianuarie 1875                                                          |               | Colorado     | 1873 | A fost forțat să demisioneze în urma unei lovituri de stat.                                                                   |
| 10 |                   | Pedro Varela (1837–1906)              | 22 ianuarie 1875   | 10 martie 1876                                                            |               | Colorado     | —    | Numit de Adunarea Generală. A fost forțat să demisioneze în urma unei lovituri de stat.                                       |
| –  |                   | Lorenzo Latorre (1844–1916)           | 10 martie 1876     | 1 martie 1879                                                             |               | Colorado     | —    | Și-a asumat puterea ca Guvernator Provizoriu.                                                                                 |
| 11 | 1 martie 1879     | Lorenzo Latorre (1844–1916)           | 15 martie 1880     | 1879                                                                      | A demisionat. | Colorado     |      | |
| 12 |                   | Francisco Antonino Vidal (1825–1889)  | 15 martie 1880     | 1 martie 1882                                                             |               | Colorado     | —    | Numit de Adunarea Generală pentru a încheia perioada prezidențială 1879-1883. A demisionat.                                   |
| 13 |                   | Máximo Santos (1847–1889)             | 1 martie 1882      | 1 martie 1886                                                             |               | Colorado     | —    | Numit de Adunarea Generală pentru un mandat de 4 ani.                                                                         |
| 14 |                   | Francisco Antonino Vidal (1825–1889)  | 1 martie 1886      | 24 mai 1886                                                               |               | Colorado     | 1886 | A demisionat. |
| –  |                   | Máximo Santos (1847–1889)             | 24 mai 1886        | 18 noiembrie 1886                                                         |               | Colorado     | —    | Președintele Senatului exercitând puterea executivă. A demisionat.                                                            |
| 15 |                   | Máximo Tajes (1852–1912)              | 18 noiembrie 1886  | 1 martie 1890                                                             |               | Colorado     | —    | Numit președinte de Adunarea Generală pentru a încheia perioada prezidențială 1886-1890.                                      |
| 16 |                   | Julio Herrera y Obes (1841–1912)      | 1 martie 1890      | 1 martie 1894                                                             |               | Colorado     | 1890 | |
| –  |                   | Duncan Stewart (1833–1923)            | 1 martie 1894      | 21 martie 1894                                                            |               | Colorado     | —    | Președintele Senatului exercitând puterea executivă.                                                                          |
| 17 |                   | Juan Idiarte Borda (1844–1897)        | 21 martie 1894     | 25 august 1897                                                            |               | Colorado     | 1894 | Asasinat. |
| –  |                   | Juan Lindolfo Cuestas (1837–1905)     | 25 august 1897     | 10 februarie 1898                                                         |               | Colorado     | —    | Președintele Senatului exercitând puterea executivă.                                                                          |
| –  | 10 februarie 1898 | Juan Lindolfo Cuestas (1837–1905)     | 15 februarie 1899  | Președinte de facto ca urmare a unei auto-lovituri de stat. A demisionat. |               | Colorado     | —    | |
| –  |                   | José Batlle y Ordóñez (1856–1929)     | 15 februarie 1899  | 1 martie 1899                                                             |               | Colorado     | —    | Președintele Senatului exercitând puterea executivă.                                                                          |
| 18 |                   | Juan Lindolfo Cuestas (1837–1905)     | 1 martie 1899      | 1 martie 1903                                                             |               | Colorado     | 1899 | |
| 19 |                   | José Batlle y Ordóñez (1856–1929)     | 1 martie 1903      | 1 martie 1907                                                             |               | Colorado     | 1903 | |
| 20 |                   | Claudio Williman (1861–1934)          | 1 martie 1907      | 1 martie 1911                                                             |               | Colorado     | 1907 | |
| 21 |                   | José Batlle y Ordóñez (1856–1929)     | 1 martie 1911      | 1 martie 1915                                                             |               | Colorado     | 1911 | |
| 22 |                   | Feliciano Viera (1872–1927)           | 1 martie 1915      | 1 martie 1919                                                             |               | Colorado     | 1915 | |

### Republica Orientală a Uruguayului (1919–prezent)
Intră în vigoare Constituția de la 1918.
| Nr | Portret                 | Nume (Naștere–Deces)                       | Mandat            | Mandat                                            | Partid                                                                                               | Partid         | Ales            | Note | Vicepreședinte                                         |
| -- | ----------------------- | ------------------------------------------ | ----------------- | ------------------------------------------------- | --- | -------------- | --------------- | --- | ------------------------------------------------------ |
| 23 |                         | Baltasar Brum (1883–1933)                  | 1 martie 1919     | 1 martie 1923                                     | | Colorado       | 1919            | Președintele a făcut parte din ramura executivă alături de Consiliul Național de Administrație, condus de un președinte: - 1 martie 1919 – 1 martie 1921: Feliciano Viera - 1 martie 1921 – 1 martie 1923: José Batlle y Ordóñez                                                                                  | postul nu a fost înființat                             |
| 24 |                         | José Serrato (1868–1960)                   | 1 martie 1923     | 1 martie 1927                                     | | Colorado       | 1922            | Președintele a făcut parte din ramura executivă alături de Consiliul Național de Administrație, condus de un președinte: - 1 martie 1923 – 1 martie 1925: Julio María Sosa - 1 martie 1925 – 1 martie 1927: Luis Alberto de Herrera                                                                               | postul nu a fost înființat                             |
| 25 |                         | Juan Campisteguy (1859–1937)               | 1 martie 1927     | 1 martie 1931                                     | | Colorado       | 1926            | Președintele a făcut parte din ramura executivă alături de Consiliul Național de Administrație, condus de un președinte: - 1 martie 1927 – 16 februarie 1928: José Batlle y Ordóñez - 16 februarie 1928 – 1 martie 1929: Luis Caviglia - 1 martie 1929 – 1 martie 1931: Baltasar Brum                             | postul nu a fost înființat                             |
| 26 |                         | Gabriel Terra (1873–1942)                  | 1 martie 1931     | 31 martie 1933                                    | | Colorado       | 1930            | Președintele a făcut parte din ramura executivă alături de Consiliul Național de Administrație, condus de un președinte: - 1 martie 1931 – 1 martie 1933: Juan Pedro Fabini - 1 martie 1933 – 31 martie 1933: Antonio Rubio Pérez                                                                                 | postul nu a fost înființat                             |
| –  | 31 martie 1933          | Gabriel Terra (1873–1942)                  | 18 mai 1934       | —                                                 | Președinte de facto ca urmare a unei auto lovituri de stat.                                          | Colorado       |                 | | postul nu a fost înființat                             |
| –  | 18 mai 1934             | Gabriel Terra (1873–1942)                  | 19 iunie 1938     | —                                                 | Președinte provizoriu ales de cea de a treia Convenție Națională Constituantă.                       | Colorado       | Alfredo Navarro | |                                                        |
| 27 |                         | Alfredo Baldomir (1884–1948)               | 19 iunie 1938     | 21 februarie 1942                                 | | Colorado       | 1938            | | César Charlone                                         |
| –  | 21 februarie 1942       | Alfredo Baldomir (1884–1948)               | 1 martie 1943     | —                                                 | Președinte de facto ca urmare a unei auto lovituri de stat.                                          | Colorado       |                 | | César Charlone                                         |
| 28 |                         | Juan José de Amézaga (1881–1956)           | 1 martie 1943     | 1 martie 1947                                     | | Colorado       | 1942            | | Alberto Guani                                          |
| 29 |                         | Tomás Berreta (1875–1947)                  | 1 martie 1947     | 2 august 1947                                     | | Colorado       | 1946            | A decedat în timpul mandatului. | Luis Batlle Berres                                     |
| 30 |                         | Luis Batlle Berres (1897–1964)             | 2 august 1947     | 1 martie 1951                                     | | Colorado       | —               | Vicepreședinte în timpul mandatului lui Berreta, a preluat președinția după moartea acestuia. | Alfeo Brum                                             |
| 31 |                         | Andrés Martínez Trueba (1884–1959)         | 1 martie 1951     | 1 martie 1952                                     | | Colorado       | 1950            | Postul de președinte a fost înlocuit de Consiliul Național Guvernamental. | Alfeo Brum                                             |
| –  |                         | [[Consiliul Național Guvernamental 1952–55 | 1 martie 1952     | 1 martie 1955                                     | | Colorado       | —               | Consiliul Național Guvernamental a fost condus de un președinte pentru restul perioadei 1951–1955: - 1 martie 1952 – 1 martie 1955: Andrés Martínez Trueba | postul a fost desființat                               |
| –  |                         | Consiliul Național Guvernamental 1955–59   | 1 martie 1955     | 1 martie 1959                                     | | Colorado       | 1954            | Consiliul Național Guvernamental a fost condus de un președinte prin rotație, în fiecare an: - 1 martie 1955 – 1 martie 1956: Luis Batlle Berres - 1 martie 1956 – 1 martie 1957: Alberto Fermín Zubiría - 1 martie 1957 – 1 martie 1958: Arturo Lezama - 1 martie 1958 – 1 martie 1959: Carlos Fischer           | postul a fost desființat                               |
| –  |                         | Consiliul Național Guvernamental 1959–63   | 1 martie 1959     | 1 martie 1963                                     | | Național       | 1958            | Consiliul Național Guvernamental a fost condus de un președinte prin rotație, în fiecare an: - 1 martie 1959 – 1 martie 1960: Martín Echegoyen - 1 martie 1960 – 1 martie 1961: Benito Nardone - 1 martie 1961 – 1 martie 1962: Eduardo Víctor Haedo - 1 martie 1962 – 1 martie 1963: Faustino Harrison           | postul a fost desființat                               |
| –  |                         | Consiliul Național Guvernamental 1963–67   | 1 martie 1963     | 1 martie 1967                                     | | Național       | 1962            | Consiliul Național Guvernamental a fost condus de un președinte prin rotație, în fiecare an: - 1 martie 1963 – 1 martie 1964: Daniel Fernández Crespo - 1 martie 1964 – 1 martie 1965: Luis Giannattasio - 1 martie 1965 – 1 martie 1966: Washington Beltrán - 1 martie 1966 – 1 martie 1967: Alberto Héber Usher | postul a fost desființat                               |
| 32 |                         | Óscar Diego Gestido (1901–1967)            | 1 martie 1967     | 6 decembrie 1967                                  | | Colorado       | 1966            | A decedat în timpul mandatului. | Jorge Pacheco Areco                                    |
| 33 |                         | Jorge Pacheco Areco (1920–1998)            | 6 decembrie 1967  | 1 martie 1972                                     | | Colorado       | —               | Vicepreședinte sub mandatul lui Gestido, a devenit președinte după decesul acestuia. | Alberto Abdala                                         |
| 34 |                         | Juan María Bordaberry (1928–2011)          | 1 martie 1972     | 27 iunie 1973                                     | | Colorado       | 1971            | | Jorge Sapelli                                          |
| –  | 27 iunie 1973           | Juan María Bordaberry (1928–2011)          | 12 iunie 1976     | —                                                 | Lovitura de stat din Uruguay din 1930, startul dictaturii între 1973 și 1985. Înlăturat din funcție. | Colorado       | Vacant          | |                                                        |
| –  |                         | Alberto Demicheli (1896–1980)              | 12 iunie 1976     | 1 septembrie 1976                                 | | Colorado       | Vacant          | — | umit de forțele armate. Înlăturat din funcție.         |
| –  |                         | Aparicio Méndez (1904–1988)                | 1 septembrie 1976 | 1 septembrie 1981                                 | | Național       | Vacant          | — | Numit de forțele armate pentru un mandat de 5 ani.     |
| –  |                         | Gregorio Álvarez (1925–2016)               | 1 septembrie 1981 | 12 februarie 1985                                 | | militar        | Vacant          | — | Numit de forțele armate. A demisionat.                 |
| –  |                         | Rafael Addiego Bruno (1923–2014)           | 12 februarie 1985 | 1 martie 1985                                     | | Uniunea Civică | Vacant          | — | Președinte al Curții Supreme, numit de forțele armate. |
| 35 |                         | Julio María Sanguinetti (1936–)            | 1 martie 1985     | 1 martie 1990                                     | | Colorado       | 1984            | Primul președinte democratic după dictatura din perioada 1973-1985. | Enrique Tarigo                                         |
| 36 |                         | Luis Alberto Lacalle (1941–)               | 1 martie 1990     | 1 martie 1995                                     | | Național       | 1989            | | Gonzalo Aguirre                                        |
| 37 |                         | Julio María Sanguinetti (1936–)            | 1 martie 1995     | 1 martie 2000                                     | | Colorado       | 1994            | | Hugo Batalla                                           |
| 37 | Hugo Fernández Faingold | Julio María Sanguinetti (1936–)            | 1 martie 1995     | 1 martie 2000                                     | | Colorado       | 1994            | |                                                        |
| 38 |                         | Jorge Batlle (1925–2016)                   | 1 martie 2000     | 1 martie 2005                                     | | Colorado       | 1999            | | Luis Hierro López                                      |
| 39 |                         | Tabaré Vázquez (1940–2020)                 | 1 martie 2005     | 1 martie 2010                                     | | Frontul Lărgit | 2004            | | Rodolfo Nin Novoa                                      |
| 40 |                         | José Mujica (1935–)                        | 1 martie 2010     | 1 martie 2015                                     | | Frontul Lărgit | 2009            | | Danilo Astori                                          |
| 41 |                         | Tabaré Vázquez (1940–2020)                 | 1 martie 2015     | 1 martie 2020                                     | | Frontul Lărgit | 2014            | | Raúl Fernando Sendic                                   |
| 41 | Lucía Topolansky        | Tabaré Vázquez (1940–2020)                 | 1 martie 2015     | 1 martie 2020                                     | | Frontul Lărgit | 2014            | |                                                        |
| 42 |                         | Luis Lacalle Pou (1973–)                   | 1 martie 2020     | În funcție (Mandatul se încheie la 1 martie 2025) | | Național       | 2019            | | Beatriz Argimón                                        |